# Sligo Bay
Sligo Bay är en vik i republiken Irland.   Den ligger i grevskapet Sligo och provinsen Connacht, i den norra delen av landet, 190 km nordväst om huvudstaden Dublin.